# On Fire (Blue Zone-dal)
Az On Fire című dal a brit Blue Zone együttes 1988. október 26-án megjelent kislemeze a Big Thing című stúdióalbumról. A dalt Ian Devaney és Andy Morris, valamint Lisa Stansfield írták. A producer Paul Staveley O'Duffy volt, aki dolgozott már együtt a Swing Out Sisteer, Curiosity Killed the Cat és a Was Not Was együttesekkel. A kislemez az első Európai és Ausztrál megjelenés volt 1987. október 26-án.
A kislemezen helyet kapott a "Be the Sugar" című dal, mely albumra nem került fel. Az "On Fire" című dalhoz a remixet Francois Kevorkian és Michael Hutchinson készítették. A dalhoz videóklip is készült. Nem sokkal a kislemez megjelenése után 1987. november 18-án tűz ütött ki a londoni King’s Cross St. Pancras metróállomáson. A tűz 31 ember halálát okozta, és száz ember kórházba került, melyből 19 súlyos sérüléseket szenvedett. A dal a 99. helyezést érte el a brit kislemezlistán, Hollandiában pedig az 56. helyezést érte el. A dalt a katasztrófa következtében a brit lemezkiadó nem jelentette meg.
1993-ban a dalt Sonia is feldolgozta "Better The Devil You Know" című albumára, mely a "Set Me On Fire" címmel jelent meg.

## Számlista
Ausztrál/Európai 7" kislemez
1. "On Fire" – 3:51
2. "Be the Sugar" – 5:00

Ausztrál/Európai 12" single
1. "On Fire" (Conflagration Mix) – 8:10
2. "On Fire" (Dub) (Embers Mix) – 6:39
3. "Be the Sugar" – 5:00

Európai CD single
1. "On Fire" (Extended) – 5:37
2. "On Fire" (Conflagration Mix) – 8:10
3. "Be the Sugar" – 5:00

## Slágerlista
| Slágerlista(1987–88)                  | Legjobb helyezések |
| ------------------------------------- | ------------------ |
| Hollandia (Single Top 100)            | 56                 |
| Egyesült Királyság (UK Singles Chart) | 99                 |